# Isaac Hanson
Clarke Isaac Hanson (Tulsa, Oklahoma, 17 de noviembre de 1980) es un cantante, compositor y músico estadounidense, más conocido por ser miembro del trío de pop rock Hanson, en el cual también se encontraban sus dos hermanos menores Taylor Hanson y Zac Hanson. Es vocal y corista, y toca la guitarra eléctrica y la guitarra acústica, así como el piano, el bajo y el sintetizador.

## Inicios y carrera
Isaac y sus hermanos menores Taylor y Zac fundaron la banda originalmente denominada "The Hanson Brothers", y que posteriormente pasó a llamarse simplemente "Hanson" en 1992. En ese momento, Isaac tenía once años, Taylor nueve y Zac seis. Actuaban como un grupo a cappela fuera de los clubes en su ciudad natal de Tulsa, Oklahoma. El 6 de mayo de 1997, la banda lanzó Middle of Nowhere, su primer álbum con Mercury Records.  Su primer sencillo "MMMBop", alcanzó el número uno del Billboard Hot 100.  El día 6 de mayo ha sido declarado el "Día Hanson", en la ciudad natal de los hermanos, Tulsa, en honor del lanzamiento de "Middle of Nowhere".

## Vida personal
Isaac se casó con Nicole Dufresne (nacida en Panama City, Florida), el 30 de septiembre de 2006 en Tulsa, en el Museo de Arte de Philbrook, en una ceremonia a la que asistieron 300 invitados. Isaac conoció a Nicole tras verla en la quinta fila entre el público en su concierto de 2003 en Nueva Orleans. 
Ambos tienen dos hijos y una hija: Clarke Everett Hanson (2007), James Monroe Hanson (2008) y Nina Odette Hanson (2014).
En 2003 Isaac fue hospitalizado por síndrome opérculo torácico, consistente en una compresión a la altura de la salida torácica que en algunas ocasiones puede ser causado por la acción repetida de tocar la guitarra. El 3 de octubre de 2007, fue ingresado nuevamente por una tromboembolia pulmonar, tras sufrir severos dolores de hombro y pecho.

## 3CG Records
Isaac es el cofundador y Director Ejecutivo de 3CG Records, junto con sus hermanos Taylor y Zac.